# Maria Gregersen
Maria Gregersen (Aarhus, 11 november 1983) is een Deens model. In 2006 was ze het gezicht van Lacoste's She's a Lady-parfumcampagne. In 2007 werd ze ook model voor lingeriefabrikant Victoria's Secret. Ze stond reeds op de covers van bladen als Costume, ELLE, Eurowoman, Madame en Marie Claire.